# Gasthaus Lamm (Kalbensteinberg)

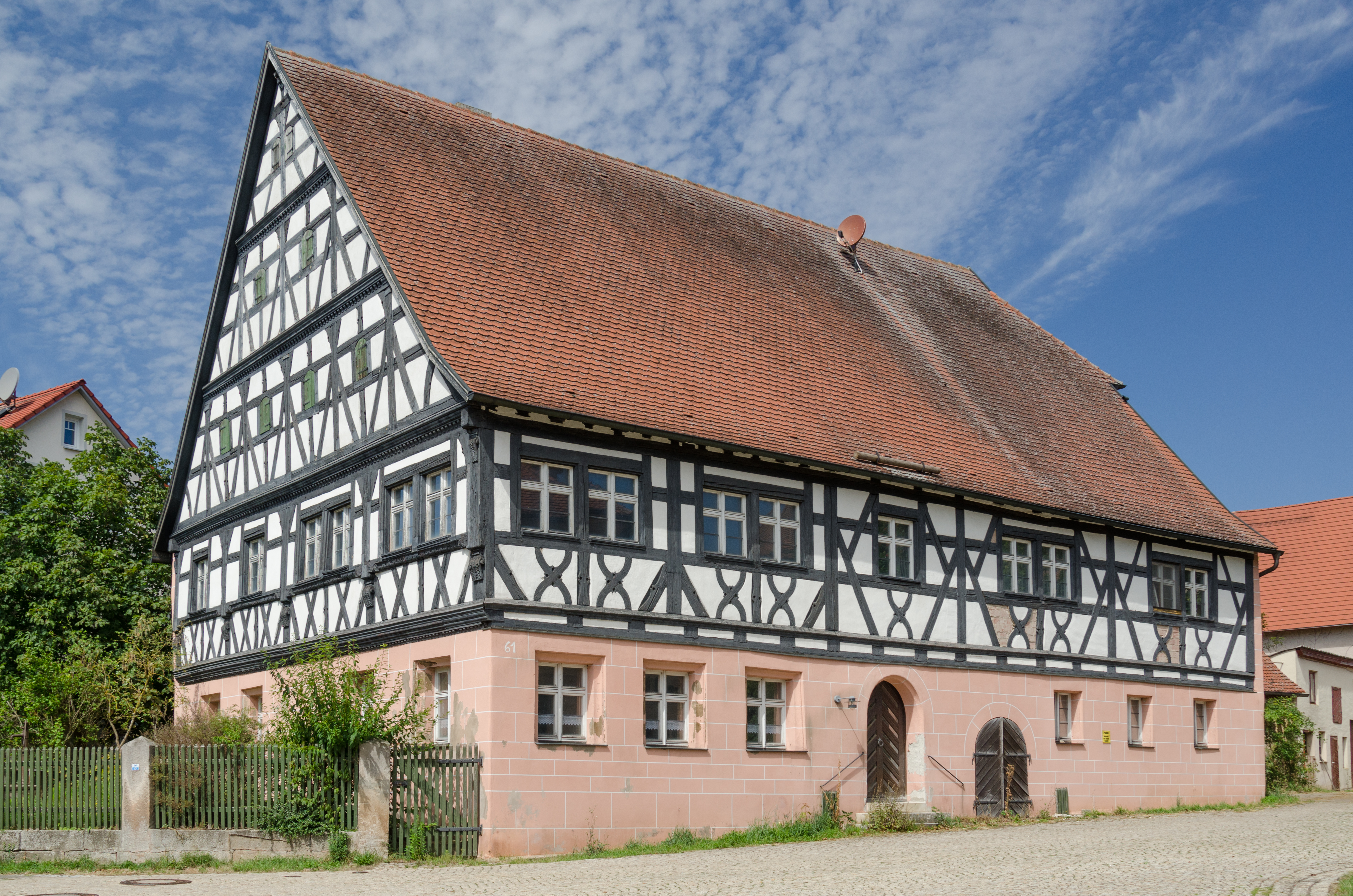
Ehemaliges Gasthaus Lamm in Kalbensteinberg (2015)

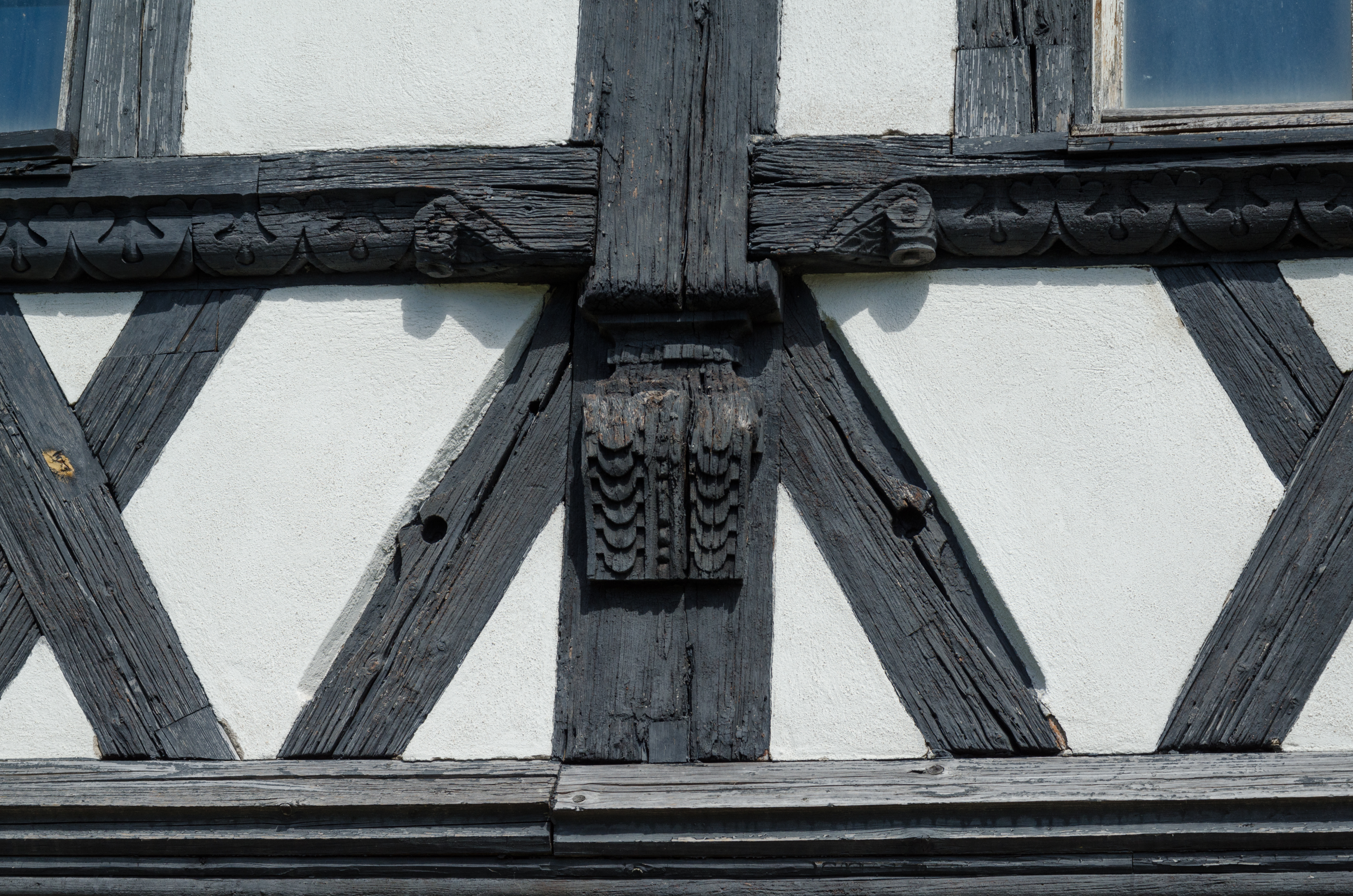
Schnitzereien

Das Gasthaus Lamm in Kalbensteinberg, einem Gemeindeteil des Marktes Absberg im mittelfränkischen Landkreis Weißenburg-Gunzenhausen in Bayern, wurde dendrochronologisch mit 1612/13 datiert. Das ehemalige Gasthaus (Haus Nummer 61), das sich an markanter Stelle im Ort gegenüber dem Pfarrhaus an einer Straßenerweiterung am Weg zur Kirche befindet, steht auf der Liste der geschützten Baudenkmäler in Bayern.
Der zweigeschossige Satteldachbau in Ecklage mit Obergeschoss und Giebel mit reichem Fachwerk wurde wohl im Auftrag der Patrizierfamilie Rieter errichtet. Das verputzte Erdgeschoss besitzt gekehlte Fensterumrahmungen. Im Giebel sind mehrere Luken vorhanden, die das Trocknen des Hopfens ermöglichten. 
In den Jahren von 1986 bis 1993 wurde das Gebäude, das zum Ensemble Kalbensteinberg gehört, umfassend renoviert.